# Atraphaxis irtyschensis
Atraphaxis irtyschensis är en slideväxtart som beskrevs av C.Y. Yang & Y.L. Han. Atraphaxis irtyschensis ingår i släktet Atraphaxis och familjen slideväxter. Inga underarter finns listade i Catalogue of Life.